# Composizioni di Wolfgang Amadeus Mozart

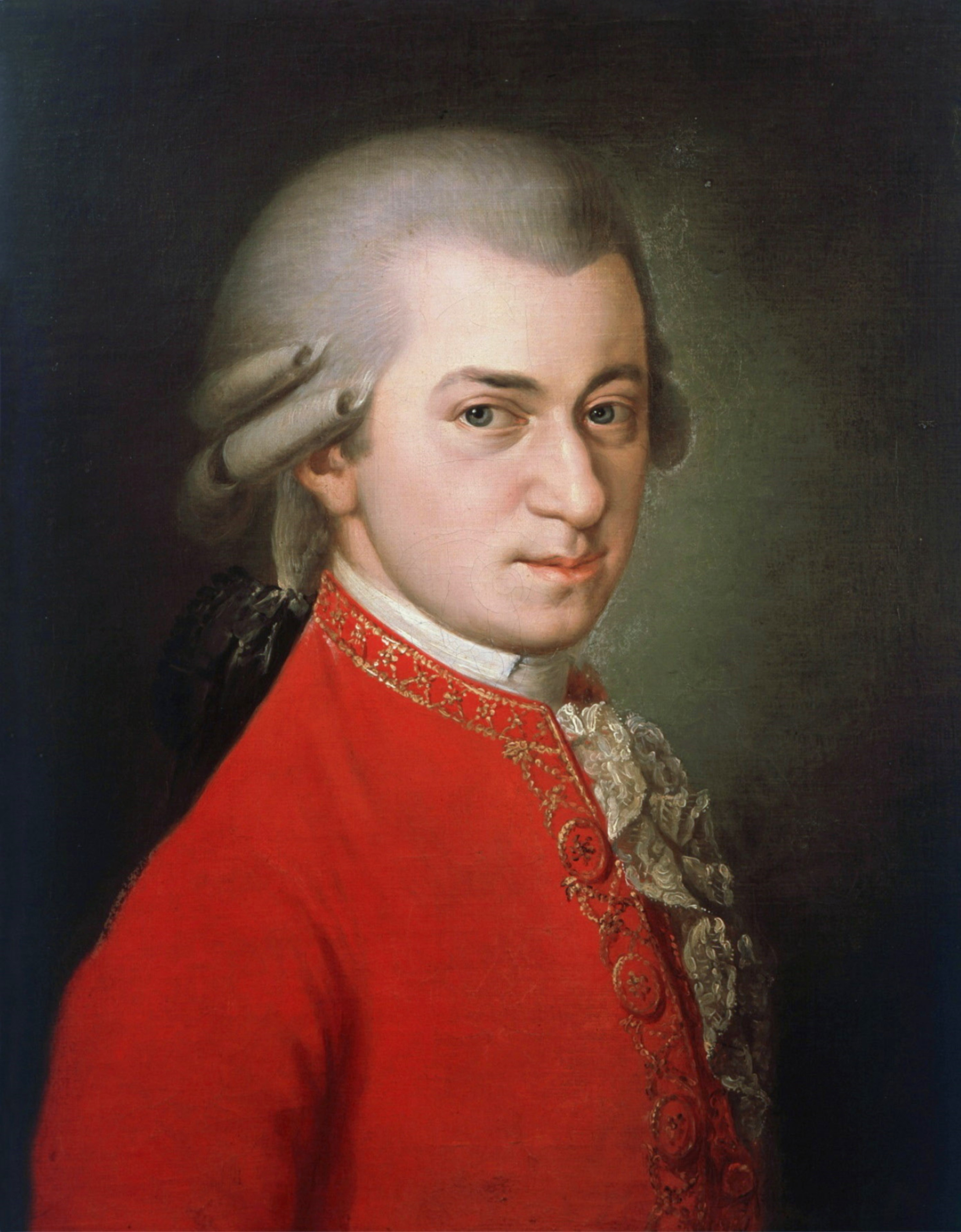
Wolfgang Amadeus Mozart in un ritratto postumo di Barbara Krafft (1819)

Lista delle composizioni di Wolfgang Amadeus Mozart (1756-1791), ordinate per genere. Esse spaziano in tutti i generi musicali del suo tempo: l'opera, la messa, l'oratorio, la cantata, il lied, la sonata da chiesa, la sinfonia, il concerto per strumento solista e orchestra, il quartetto d'archi, il quintetto d'archi, la sonata per pianoforte, la sonata per violino, la serenata, il divertimento, la musica per organo e la musica massonica.

## Opere
- Die Schuldigkeit des ersten Gebotes (L'obbligo del primo comandamento) K35[1] - (12 marzo 1767, Residenza Arcivescovile, Salisburgo)
- Apollo et Hyacinthus (Apollo e Giacinto) K38 - (13 maggio 1767, Università, Salisburgo)
- Bastien und Bastienne (Bastiano e Bastiana) K50 - (1768, 2 ottobre 1890, Architektenhaus, Berlino)
- La finta semplice K51 - (1º maggio 1769, Residenza Arcivescovile, Salisburgo)
- Mitridate, re di Ponto K87 (K.74a) - (26 dicembre 1770, Teatro Regio Ducale, Milano)
- Ascanio in Alba K111 - (17 ottobre 1771, Teatro Regio Ducale, Milano)
- Il sogno di Scipione K126 - (1772, 20 gennaio 1979, Großes Festspielhaus, Salisburgo)
- Lucio Silla K135 - (26 dicembre 1772, Teatro Regio Ducale, Milano)
- La finta giardiniera K196 - (13 gennaio 1775, Salvatortheater, Monaco)
- Il re pastore K208 - (23 aprile 1775, Residenza Arcivescovile, Salisburgo)
- Zaide K344 - (opera incompiuta) (1779-1780, 27 gennaio 1866, Francoforte)
- Idomeneo, ossia Ilia ed Idamante, K366 - (29 gennaio 1781, Teatro Cuvilliés di Monaco)
- Die Entführung aus dem Serail (Il ratto dal serraglio) K384 - (16 luglio 1782, Burgtheater, Vienna)
- L'oca del Cairo K422 - (opera incompiuta) (1783, 6 giugno 1867, Théâtre des Fantaisies-Parisiennes, Parigi)
- Lo sposo deluso, ossia La rivalità di tre donne per un solo amante K430 (opera incompiuta) (1783, 6 giugno 1867, Théâtre des Fantaisies-Parisiennes, Parigi)
- Der Schauspieldirektor (L'impresario teatrale) K486 - (7 febbraio 1786, Castello di Schönbrunn, Vienna)
- Le nozze di Figaro K492 - (1º maggio 1786, Burgtheater, Vienna)
- Don Giovanni, ossia Il dissoluto punito  K527 - (29 ottobre 1787, Teatro degli Stati, Praga)
- Così fan tutte, ossia La Scuola degli Amanti K588 - (26 gennaio 1790, Burgtheater, Vienna)
- Die Zauberflöte (Il flauto magico) K620 - (30 settembre 1791, Theater auf der Wieden, Vienna)
- La clemenza di Tito K621 - (6 settembre 1791, Teatro degli Stati, Praga)

## Musiche di scena
- Thamos, König in Ägypten (Thamos, re d'Egitto) K345 (cori e intermezzi musicali) (1773, 1779)

## Arie da concerto, lieder e canoni
- Va, dal furor portata K 21
- Conservati fedele K 23
- Or che il dover - Tali e cotanti sono K 36
- A Berenice - Sol nascente K 70
- Ah, più tremar non voglio K 71
- Leck mich im Arsch K 231
- Das Veilchen (La violetta) K 476
- Non più, tutto ascoltai K 490
- Ch'io mi scordi di te... Non temer, amato bene K 505
- Bella mia fiamma... Resta o cara K 528
- Difficile lectu K 559
- O du eselhafter Peierl K 560a
- Bona nox K 561
- Per questa bella mano K 612

## Messe
- Messa in sol maggiore, Missa brevis K 49
- Messa in re minore, Missa brevis K 65
- Dominicus-Messe, Missa solemnis K 66
- Waisenhaus-Messe, Missa solemnis K 139
- Pastoral-Messe, Missa brevis K 140 (incerta)
- Trinitatis-Messe, Missa solemnis K 167
- Kleine Credo-Messe, Missa brevis K 192
- Messa in re maggiore, Missa brevis K 194
- Spatzen-Messe, Missa brevis K 220
- Große Credo-Messe, Missa brevis K 257
- Spaur-Messe, Missa brevis K 258
- Orgelsolo-Messe, Missa brevis K 259
- Missa longa, Missa solemnis K 262
- Orgelsolo-Messe, Missa brevis K 275
- Krönungs-Messe, Missa brevis K 317
- Missa aulica, Missa solemnis K 337
- Große Messe, Missa solemnis K 427 (incompiuta)
- Messa di Requiem K 626 (incompiuta da Mozart, ma finita dall'amico e allievo Franz Xaver Süssmayr)

## Altre composizioni sacre
- God is our refuge K 20
- Kyrie K 33
- Grabmusik K 42
- Regina Coeli K 108
- Litaniae Lauretanae K 109
- La Betulia liberata K 118
- Litaniae de venerabili altaris Sacramento K 125
- Regina Coeli K 127
- Te Deum K 141
- Dixit Dominus et Magnificat K 193
- Litaniae Lauretanae K 195
- Exultate Jubilate K 165
- Litaniae de venerabili altaris Sacramento K 243
- Regina Coeli K 276
- Vesperae de Dominica K 321
- Vesperae solemnes de confessore K 339
- Kyrie in Re minore K 341
- Davide penitente K 469
- Ave verum Corpus K 618

## Sonate da chiesa
- Sonata n. 1 in mi bemolle mag per due violini, organo, violoncello e basso K 67 (41h)
- Sonata n. 2 in si bemolle mag per due violini, organo, violoncello e basso K 68 (41i)
- Sonata n. 3 in re mag per due violini, organo, violoncello e basso K 69 (41k)
- Sonata n. 4 in re mag per due violini, organo, violoncello e basso K 144 (124ª)
- Sonata n. 5 in fa mag per due violini, organo, violoncello e basso K 145 (124b)
- Sonata n. 6 in si bemolle mag per due violini, organo, violoncello e basso K 212
- Sonata n. 7 in sol mag per due violini, organo, violoncello e basso K 241
- Sonata n. 8 in fa mag per due violini, organo, violoncello e basso K 224 (241ª)
- Sonata n. 9 in la mag per due violini, organo, violoncello e basso K 225 (241b)
- Sonata n. 10 in fa mag per due violini, organo, violoncello e basso K 244
- Sonata n. 11 in re mag per due violini, organo, violoncello e basso K 245
- Sonata n. 12 in do mag per due violini, due trombe, organo, violoncello e basso K 263
- Sonata n. 13 in sol mag per due violini, organo, violoncello e basso K 274 (271d)
- Sonata n. 14 in do mag per due violini, violoncello, basso, due oboi, due trombe, timpani e organo K 278 (271e)
- Sonata n. 15 in do mag per due violini, organo, violoncello e basso K 328 (317c)
- Sonata n. 16 in do mag per due violini, violoncello, basso, due oboi, due corni, due trombe, timpani e organo K 329 (317ª)
- Sonata n. 17 in do mag per due violini, organo, violoncello e basso K 336 (336d)

## Sinfonie
- Sinfonia n. 1 in Mi bemolle maggiore K 16
- Sinfonia n. 2 in Si bemolle maggiore K 17 (spuria)
- Sinfonia n. 3 in Mi bemolle maggiore K 18 (spuria)
- Sinfonia n. 4 in Re maggiore K 19
- Sinfonia n. 5 in Si bemolle maggiore K 22
- Sinfonia n. 6 in Fa maggiore K 43
- Sinfonia n. 7 in Re maggiore K 45
- Sinfonia n. 8 in Re maggiore K 48
- Sinfonia n. 9 in Do maggiore K 73
- Sinfonia n. 10 in Sol maggiore K 74
- Sinfonia n. 11 in Re maggiore K 84 (dubbia)
- Sinfonia n. 12 in Sol maggiore K 110
- Sinfonia n. 13 in Fa maggiore K 112
- Sinfonia n. 14 in La maggiore K 114
- Sinfonia n. 15 in Sol maggiore K 124
- Sinfonia n. 16 in Do maggiore K 128
- Sinfonia n. 17 in Sol maggiore K 129
- Sinfonia n. 18 in Fa maggiore K 130
- Sinfonia n. 19 in Mi bemolle maggiore K 132
- Sinfonia n. 20 in Re maggiore K 133
- Sinfonia n. 21 in La maggiore K 134
- Sinfonia n. 22 in Do maggiore K 162
- Sinfonia n. 23 in Re maggiore K 181
- Sinfonia n. 24 in Si bemolle maggiore K 182
- Sinfonia n. 25 in Sol minore K 183
- Sinfonia n. 26 in Mi bemolle maggiore K 184
- Sinfonia n. 27 in Sol maggiore KV 199
- Sinfonia n. 28 in Do maggiore K 200
- Sinfonia n. 29 in La maggiore K 201
- Sinfonia n. 30 in Re maggiore K 202
- Sinfonia n. 31 in Re maggiore K 297 "Pariser"
- Sinfonia n. 32 in Sol maggiore K 318
- Sinfonia n. 33 in Si bemolle maggiore K 319
- Sinfonia n. 34 in Do maggiore K 338
- Sinfonia n. 35 in Re maggiore K 385 "Haffner"
- Sinfonia n. 36 in Do maggiore K 425 "Linzer"
- Sinfonia n. 37 in Sol maggiore (spuria)[2]
- Sinfonia n. 38 in Re maggiore K 504 "Prager"
- Sinfonia n. 39 in Mi bemolle maggiore K 543
- Sinfonia n. 40 in Sol minore K 550
- Sinfonia n. 41 in Do maggiore K 551 "Jupiter"
- Sinfonia n. 45 in Re maggiore K 95 (dubbia)
- Sinfonia concertante per oboe, clarinetto, corno e fagotto in Mi bemolle maggiore K 297b (dubbia)
- Sinfonia concertante per violino, viola e orchestra in Mi bemolle maggiore K 364

## Concerti
- Tre concerti per pianoforte(Rielaborazioni di Sonate di J.C. Bach) - K 107
- Concerto per pianoforte n. 1 in fa magg.(Rielaborazione di Sonate di H.F.Raupach, J.Schobert e L.Honauer) - K 37
- Concerto per pianoforte n. 2 in si bemolle magg.(Rielaborazione di Sonate di H.F.Raupach e J.Schobert) - K 39
- Concerto per pianoforte n. 3 in re magg.(Rielaborazione di Sonate di L.Honauer, J.G.Eckhard e C.P.E. Bach) - K 40
- Concerto per pianoforte n. 4 in sol magg.(Rielaborazione di Sonate di L.Honauer e H.F.Raupach) - K 41
- Concerto per pianoforte n. 5 in re magg. - K 175
- Concerto per pianoforte n. 6 in si bemolle magg. - K 238
- Concerto per tre pianoforti n. 7 in fa magg. "Lodron-Konzert" - K 242
- Concerto per pianoforte n. 8 in do magg. "Lützow-Konzert" - K 246
- Concerto per pianoforte n. 9 in mi bemolle magg. "Jeunehomme-Konzert" - K 271
- Concerto per due pianoforti n. 10 in mi bemolle magg. - K 365
- Concerto per pianoforte n. 11 in fa magg. - K 413
- Concerto per pianoforte n. 12 in la magg. - K 414
- Concerto per pianoforte n. 13 in do magg. - K 415
- Concerto per pianoforte n. 14 in mi bemolle magg. - K 449
- Concerto per pianoforte n. 15 in si bemolle magg. - K 450
- Concerto per pianoforte n. 16 in re magg. - K 451
- Concerto per pianoforte n. 17 in sol magg. - K 453
- Concerto per pianoforte n. 18 in si bemolle magg. - K 456
- Concerto per pianoforte n. 19 in fa magg. - K 459
- Concerto per pianoforte n. 20 in re min. - K 466
- Concerto per pianoforte n. 21 in do magg. - K 467
- Concerto per pianoforte n. 22 in mi bemolle magg. - K 482
- Concerto per pianoforte n. 23 in la magg. - K 488
- Concerto per pianoforte n. 24 in do min. - K 491
- Concerto per pianoforte n. 25 in do magg. - K 503
- Concerto per pianoforte n. 26 in re magg. "Krönungs-Konzert" - K 537
- Concerto per pianoforte n. 27 in si bemolle magg. - K 595
- Rondò per pianoforte in re magg. - K. 382
- Rondò per pianoforte in la magg. - K. 386
- Concerto per flauto e arpa in do magg. - K 299
- Concerto per flauto in sol magg. K 313
- Concerto per flauto in re magg. - K 314
- Adagio per flauto in do magg. - K 315
- Concerto per clarinetto in la magg. - K 622
- Concerto per violino n.1 in si bemolle magg. - K 207
- Concerto per violino n.2 in re magg. - K 211
- Concerto per violino n.3 in sol magg. "Straßburg-Konzert" - K 216
- Concerto per violino n.4 in re magg. - K 218
- Concerto per violino n.5 in la magg. "Turkish-Konzert" - K 219
- Concerto per violino n.7 in Re magg. - K271a
- Adagio per violino in mi magg. - K 261
- Rondò per violino in si bemolle magg. - K 269
- Rondò per violino in do magg. - K 373
- Concertone per due violini in do magg. - K 190
- Concerto per fagotto in si bemolle magg. - K 191
- Concerto per corno n. 1 in re magg. - K 412
- Concerto per corno n. 2 in mi bemolle magg. - K 417
- Concerto per corno n. 3 in mi bemolle magg. - K 447
- Concerto per corno n. 4 in mi bemolle magg. - K 495

## Sonate per pianoforte
- Sonata per pianoforte n. 1 in Do maggiore K 279
- Sonata per pianoforte n. 2 in Fa maggiore K 280
- Sonata per pianoforte n. 3 in Si bemolle maggiore K 281
- Sonata per pianoforte n. 4 in Mi bemolle maggiore K 282
- Sonata per pianoforte n. 5 in Sol maggiore K 283
- Sonata per pianoforte n. 6 in Re maggiore K 284
- Sonata per pianoforte n. 7 in Do maggiore K 309
- Sonata per pianoforte n. 8 in La minore K 310
- Sonata per pianoforte n. 9 in Re maggiore K 311
- Sonata per pianoforte n. 10 in Do maggiore K 330
- Sonata per pianoforte n. 11 in La maggiore K 331
- Sonata per pianoforte n. 12 in Fa maggiore K 332
- Sonata per pianoforte n. 13 in Si bemolle maggiore K 333
- Sonata per pianoforte n. 14 in Do minore K 457
- Sonata per pianoforte n. 15 in Fa maggiore K 533/K 494
- Sonata per pianoforte n. 16 in Do maggiore K 545
- Sonata per pianoforte n. 17 in Si bemolle maggiore K 570
- Sonata per pianoforte n. 18 in Re maggiore K 576

## Altre composizioni per pianoforte
- Nannerl Notenbuch
  - Andante K 1a
  - Allegro K 1b
  - Allegro K 1c
  - Minuetto K 1d
  - Minuetto K 1/1e
  - Minuetto K 1f
  - Minuetto K 2
  - Allegro K 3
  - Minuetto K 4
  - Minuetto K 5
  - Allegro K 5a
  - Andante K 5b
- Londoner Skizzenbuch K 15a-15ss
- Nove variazioni su Lison dormait K 264
- Dodici variazioni su Ah, vous dirais-je, Maman K 265
- Fantasia in do maggiore K 394
- Capriccio in do maggiore K 395
- Fantasia in do minore K 396
- Fantasia in re minore K 397
- Suite in do maggiore K 399
- Piccola marcia funebre del Signor Maestro Contrappunto K 453a
- Fantasia in do minore K 475
- Rondò in re maggiore K 485
- Rondò in la minore K 511
- Piccola giga in sol maggiore K 574

## Sonate per violino e pianoforte
- Sonata per violino e pianoforte n. 1 in do mag K 6
- Sonata per violino e pianoforte n. 2 in re mag K 7
- Sonata per violino e pianoforte n. 3 in si bemolle mag K 8
- Sonata per violino e pianoforte n. 4 in sol mag K 9
- Sonata per violino (o flauto), violoncello e pianoforte n. 5 in si bemolle mag K 10
- Sonata per violino (o flauto), violoncello e pianoforte n. 6 in sol mag K 11
- Sonata per violino (o flauto), violoncello e pianoforte n. 7 in la mag K 12
- Sonata per violino (o flauto), violoncello e pianoforte n. 8 in fa mag K 13
- Sonata per violino (o flauto), violoncello e pianoforte n. 9 in do mag K 14
- Sonata per violino (o flauto), violoncello e pianoforte n. 10 in si bemolle mag K 15
- Sonata per violino e pianoforte n. 11 in mi bemolle mag K 26
- Sonata per violino e pianoforte n. 12 in sol mag K 27
- Sonata per violino e pianoforte n. 13 in do mag K 28
- Sonata per violino e pianoforte n. 14 in re mag K 29
- Sonata per violino e pianoforte n. 15 in fa mag K 30
- Sonata per violino e pianoforte n. 16 in mi bemolle mag K 31
- Sonata per violino e pianoforte n. 17 in do mag K 296
- Sonata per violino e pianoforte n. 18 in sol mag K 301
- Sonata per violino e pianoforte n. 19 in mi bemolle mag K 302
- Sonata per violino e pianoforte n. 20 in do mag K 303
- Sonata per violino e pianoforte n. 21 in mi min K 304
- Sonata per violino e pianoforte n. 22 in la mag K 305
- Sonata per violino e pianoforte n. 23 in re mag K 306
- Sonata per violino e pianoforte n. 24 in fa mag K 376
- Sonata per violino e pianoforte n. 25 in fa mag K 377
- Sonata per violino e pianoforte n. 26 in si bemolle mag K 378
- Sonata per violino e pianoforte n. 27 in sol mag K 379
- Sonata per violino e pianoforte n. 28 in mi bemolle mag K 380
- Sonata per violino e pianoforte n. 29 in la maggiore K 402 (frammento, completata da Maximilian Stadler)
- Sonata per violino e pianoforte n. 30 in do maggiore K 403 (frammento, completata da M. Stadler)
- Sonata per violino e pianoforte n. 31 in do maggiore K 404 (frammento)
- Sonata per violino e pianoforte n. 32 in si bemolle mag K 454
- Sonata per violino e pianoforte n. 33 in mi bemolle mag K 481
- Sonata per violino e pianoforte n. 34 in si bemolle maggiore K 372 (frammento, completata da M. Stadler)
- Sonata per violino e pianoforte n. 35 in la mag K 526
- Sonata per violino e pianoforte n. 36 in fa mag K 547
- 12 Variazioni per violino e pianoforte in sol mag su La bergère Célimène K 359
- 6 Variazioni per violino e pianoforte in sol min su Hélas, j'ai perdu mon amant K 360

## Altra musica da camera
Duetti
- 2 Duetti per violino e viola:
  - Duetto per violino e viola n. 1 in sol maggiore K 423
  - Duetto per violino e viola n. 2 in si bemolle maggiore K 424
- 12 Duetti per due corni in do maggiore K 487
- Sonata per fagotto e violoncello in si bemolle maggiore K 292

Trii
- Trio per due violini e violoncello in si bemolle maggiore K 266
- Divertimento (trio) per violino, viola e violoncello in mi bemolle maggiore K 563
- 6 Trii per piano e archi:
  - Trio n. 1 per piano e archi in si bemolle mag K 254
  - Trio n. 2 per piano e archi in sol mag K 496
  - Trio n. 3 per piano e archi in si bemolle mag K 502
  - Trio n. 4 per piano e archi in mi mag K 542
  - Trio n. 5 per piano e archi in do mag K 548
  - Trio n. 6 per piano e archi in sol mag K 564
- Trio per clarinetto, viola e pianoforte in mi bemolle maggiore K 498
- Preludi e fughe per violino, viola e violoncello K 404a
- Adagio in fa maggiore per due corni di bassetto e fagotto K 410

Quartetti
- 23 Quartetti per archi:
  - Quartetto n. 1 in sol maggiore, K. 80/73f (Lodi)
  - Quartetti milanesi:
    - Quartetto n. 2 in re maggiore, K. 155/134a
    - Quartetto n. 3 in sol maggiore, K. 156/134b
    - Quartetto n. 4 in do maggiore, K. 157
    - Quartetto n. 5 in fa maggiore, K. 158
    - Quartetto n. 6 in si bemolle maggiore, K. 159
    - Quartetto n. 7 in mi bemolle maggiore, K. 160/159a

  - Quartetti viennesi:
    - Quartetto n. 8 in fa maggiore, K. 168
    - Quartetto n. 9 in la maggiore, K. 169
    - Quartetto n. 10 in do maggiore, K. 170
    - Quartetto n. 11 in mi bemolle maggiore, K. 171
    - Quartetto n. 12 in si bemolle maggiore, K. 172
    - Quartetto n. 13 in re minore, K. 173

  - Quartetti Haydn:
    - Quartetto n. 14 in sol maggiore, K. 387 (La primavera)
    - Quartetto n. 15 in re minore, K. 421/417b
    - Quartetto n. 16 in mi bemolle maggiore, K. 428/421b
    - Quartetto n. 17 in si bemolle maggiore, K. 458 (La caccia)
    - Quartetto n. 18 in la maggiore, K. 464
    - Quartetto n. 19 in do maggiore, K. 465 (Le dissonanze)

  - Quartetto n. 20 in re maggiore, K. 499 (Hoffmeister)
  - Quartetti prussiani:
    - Quartetto n. 21 in re maggiore, K. 575
    - Quartetto n. 22 in si bemolle maggiore, K. 589
    - Quartetto n. 23 in fa maggiore, K. 590
- 4 Quartetti per flauto e archi: 
  - Quartetto n. 1 per flauto, violino, viola e violoncello in re maggiore K 285
  - Quartetto n. 2 per flauto, violino, viola e violoncello in sol maggiore K 285a
  - Quartetto n. 3 per flauto, violino, viola e violoncello in do maggiore K 285b
  - Quartetto n. 4 per flauto, violino, viola e violoncello in la maggiore K 298
- 2 Quartetti per piano e archi:
  - Quartetto n. 1 per piano e archi in sol min K 478
  - Quartetto n. 2 per piano e archi in mi bemolle mag K 493
- Quartetto K 370 in fa mag per oboe, violino, viola e violoncello
- Fughe per due violini, viola e violoncello K 405
- Adagio e fuga in do minore per due violini, viola e violoncello K 546

Quintetti
- 6 Quintetti per archi:
  - Quintetto per archi n. 1 in si bemolle mag K 174
  - Quintetto per archi n. 2 in do min K 406
  - Quintetto per archi n. 3 in do mag K 515
  - Quintetto per archi n. 4 in sol min K 516
  - Quintetto per archi n. 5 in re mag K 593
  - Quintetto per archi n. 6 in mi bemolle mag K 614
- Quintetto per corno e archi K. 407/K. 386c
- Quintetto per clarinetto e archi in la mag K 581
- Quintetto per pianoforte e fiati in mi bemolle mag K 452
- Adagio in si bemolle maggiore per due clarinetti e tre corni di bassetto K 411

Altre composizioni
- Adagio in do mag e rondò in do min per glassarmonica, flauto, oboe, viola e violoncello K 617
- Piccolo adagio in do mag per glassarmonica, K. 356/617a

## Serenate, divertimenti e altre composizioni strumentali
Serenate
- Cassazione in Re magg. (Serenata n. 1) K 100
- 4 Contraddanze in Fa magg. (Serenata n. 2) K 101
- Serenata n. 3 in Re magg. (Antretter) K 185
- Serenata n. 4 in Re magg. (Colloredo) K 203
- Serenata n. 5 in Re magg. K 204
- Serenata n. 6 in Re magg. (Serenata notturna) K 239
- Serenata n. 7 in Re magg. (Haffner) K 250
- Notturno in Re magg. per quattro orchestre (Serenata n. 8) K 286
- Serenata n. 9 in Re magg. (Posthorn) K 320
- Serenata n. 10 per fiati e contrabbasso in Si bemolle magg. (Gran Partita) K 361 (K 370ª)
- Serenata n. 11 per fiati in Mi bemolle magg. K 375
- Serenata n. 12 per fiati in Do min. K 388 (K 384ª)
- Serenata n. 13 in Sol magg. Eine kleine Nachtmusik K 525

Divertimenti
- Divertimento n. 1 in Mi bemolle magg. K 113
- Divertimento n. 2 in Re magg. K 131
- Divertimento in Re magg. K 136
- Divertimento in Si bemolle magg. K 137
- Divertimento in Fa magg. K 138
- Divertimento n. 3 per fiati in Mi bemolle magg. K 166 (K 159d)
- Divertimento n. 4 per fiati in Si bemolle magg. K 186 (K 159b)
- Divertimento n. 5 per fiati in Do magg. K 187 (Anh. C 17.12) (spurio, di Leopold Mozart)
- Divertimento n. 6 per fiati in Do magg. K 188 (K 240b)
- Divertimento n. 7 in Re magg. K 205 (K 167A)
- Divertimento n. 8 per fiati in Fa magg. K 213
- Divertimento n. 9 per fiati in Si bemolle magg. K 240
- Divertimento n. 10 in Fa magg. (Lodronische Nachtmusik n. 1) K 247
- Divertimento n. 11 in Re magg. K 251
- Divertimento n. 12 per fiati in Mi bemolle magg. K 252 (K 240ª)
- Divertimento n. 13 per fiati in Fa magg. K 253
- Divertimento n. 14 per fiati in Si bemolle magg. K 270
- Divertimento n. 15 in Si bemolle magg. (Lodronische Nachtmusik n. 2) K 287 (K 271H)
- Divertimento n. 16 per fiati in Mi bemolle magg. K 289 (dubbio)
- Divertimento n. 17 in Re magg. K 334 (K 320b)
- Cinque divertimenti per fiati in Si bemolle magg. K 439b
- Divertimento in Fa magg. Ein musikalischer Spaß K 522

Cassazioni
- Cassazione in Sol magg. K 63
- Cassazione in Si bemolle magg. K 99
- Cassazione in Re magg. K 100 (titolo alternativo: Serenata n. 1)

Marce
- Marcia in Re magg. K 62
- Marcia in Re magg. K 189
- Marcia in Do magg. K 214
- Marcia in Re magg. K 215
- Marcia in Re magg. K 237
- Marcia in Fa magg. K 248
- Marcia in Re magg. K 249
- Marcia in  Re magg. K 290 (K 167AB)
- Due Marce in Re magg. K 335
- Tre Marce in Do magg. Re magg. Do magg. K 408
- Marcia in Re magg. K 445 (K 320c)

Danze
- Minuetti:
  - 7 Minuetti K 61b
  - 6 Minuetti K 61h
  - 19 Minuetti K 103
  - 6 Minuetti K 104
  - 6 Minuetti K 105 (dubbi)
  - Minuetto in Mi bemolle magg. K 122
  - 6 Minuetti K 164
  - 16 Minuetti K 176
  - 3 Minuetti K 363
  - Minuetto sinfonico in Do magg. K 409
  - 5 Minuetti K 461
  - 12 Minuetti K 568
  - 12 Minuetti K 585
  - 6 Minuetti K 599
  - 4 Minuetti K 601
  - 2 Minuetti K 604
- Contraddanze:
  - 4 Contraddanze K 101 (titolo alternativo: Serenata n. 2)
  - Ouverture e 3 Contraddanze K 106 (dubbie)
  - Contraddanza in Si bemolle magg. K 123
  - 4 Contraddanze K 267
  - 6 Contraddanze K 462
  - Contraddanza in Re magg. K 534
  - Contraddanza in Do magg. K 535
  - Contraddanze in Do magg. K 587
  - 2 Contraddanze K 603
  - Contraddanza in Mi bemolle magg. Il Trionfo delle Donne K 607
  - 5 Contraddanze K 609
  - Contraddanza in Sol magg. K 610
- Danze tedesche:
  - 6 Danze tedesche K 509
  - 6 Danze tedesche K 536
  - 6 Danze tedesche K 567
  - 6 Danze tedesche K 571
  - 12 Danze tedesche K 586
  - 6 Danze tedesche K 600
  - 4 Danze tedesche K 602
  - 3 Danze tedesche K 605
  - 6 Danze tedesche in Si bemolle magg. K 606
  - Danza tedesca in Do magg. Die Leyerer K 611

Altro
- Galimathias musicum in Re magg. K 32, quodlibet
- Les petits riens K 299b, balletto
- Gavotta in Si bemolle magg. K 300
- Musica di balletto per Idomeneo K 367

## Musica per organo
- Fantasia in fa minore o Adagio e Allegro in fa minore K 594 (1790)
- Fantasia per organo meccanico K 608 (1791)
- Andante per organo meccanico K 616 (1791)
- Ouverture e Fuga in do frigio K 399
- Preludio e Fuga in do maggiore. K 394
- Allegro in sol minore K 312 (189i)
- Fuga in sol minore K 401 (375e)
- Andante in la maggiore e Fuga in la minore K 402
- Adagio in do minore K 546
- Fuga in do minore K 426
- Piccola Giga in sol maggiore K 574
- Fuga in mi bemolle maggiore, K. 153 (375f) - incompleta
- Fuga in sol minore K. 154 (385k) - incompleta
- Adagio in re minore K.Anh. 35/593a

## Musica massonica
- Musica funebre massonica in do min "Maurerische Trauermusik" K 477 (1785)
- Piccola cantata massonica in do mag "Laut verkünde unsre Freude" K 623 (1791)

## Riorchestrazione di composizioni di Händel
- Acis und Galathea K 566 (1788)
- Der Messias K 572 (1789)
- Das Alexander-Fest K 591 (1790)
- Ode auf St. Caecilia K 592 (1790)